# Anne Judson-Yager
Anne Judson-Yager (* 7. Januar 1980) ist eine US-amerikanische Schauspielerin.

## Leben
Anne Judson-Yager ist bekannt für ihre Rolle als „Whittier Smith“ in Girls United Again (2004). Sie spielte aber auch mehrere Gastrollen in verschiedenen Fernsehserien. Ihre erste schauspielerische Erfahrung machte sie bei Undressed (1999), dort spielte sie in fünf Folgen mit.

## Filmografie (Auswahl)
- 1999: Undressed – Wer mit wem? (Undressed, 5 Folgen)
- 2002: Minority Report
- 2002: Boomtown (Folge 1x10)
- 2003: The Guardian – Retter mit Herz (The Guardian, Folge 2x13)
- 2003: Threat Matrix – Alarmstufe Rot (Threat Matrix, Folge 1x05)
- 2004: Girls United Again (Bring It on Again)
- 2005: Navy CIS (NCIS, Folge 2x21)
- 2006: Believe in me
- 2007: Steep
- 2008: No Game
- 2009: Chicken Chicken
- 2009: Poetri-N-Motion
- 2010: Nobody Smiling